# Здоровый человек
«Здоровый человек» — российский художественный фильм 2022 года режиссёра и сценариста Петра Тодоровского. Премьера картины состоялась в августе 2022 года на ММКФ, кинотеатральная — 2 марта 2023 года.

## Сюжет
Егор Погодин — популярный ведущий на спортивном канале. Трагический случай, свидетелем которого он становится, заставляет его изменить свою жизнь. Он устраивается волонтёром в онкологическое отделение детской больницы, с отрядами «Лиза Алерт» ищет потерявшихся людей. Егору кажется, что, помогая людям, он обретает себя и чувство эмоциональной наполненности, но, к сожалению, его собственная жизнь рушится — главный герой теряет работу и рискует потерять семью.

## В ролях
- Никита Ефремов — Егор Погодин
- Ирина Старшенбаум — Майя, жена Егора
- Дарья Балабанова — Таня, волонтёр
- Олег Чугунов — Алёша Комаров, пациент детской больнницы
- Александр Михайлов — Ефимов
- Мария Лобанова — Крапивина
- Полина Айнутдинова — Маруся
- Евгений Ткачук — Боря, начальник Егора и Майи

## Награды и премии
- 2022 — Фестиваль «Сталкер» — специальный приз имени Марлена Хуциева[1].
- 2022 — 44-й Московский международный кинофестиваль — Серебряный «Святой Георгий» в конкурсе «Русские премьеры»[2].
- 2022 — ХХVIII Минский международный кинофестиваль «„Лістапад“»:
  - Гран-при фестиваля;
  - Специальный приз Президента Белоруссии «За гуманизм и духовность в кино» (Пётр Тодоровский);
  - Игровое кино. Приз за лучшую мужскую роль (Олег Чугунов)[3].
- 2023 — «Золотой орёл»:
  - Лучший сценарий (Пётр Тодоровский);
  - Лучшая женская роль в кино (Ирина Старшенбаум);
  - Лучшая женская роль второго плана (Дарья Балабанова)[4].